# Pedro Parages
Pedro Parages Diego-Madrazo ( Madrid, 17 de diciembre de 1883-Saint-Loubès, 15 de febrero de 1950) fue un jugador, entrenador y presidente hispano-francés del Real Madrid Club de Fútbol bajo su antigua denominación de Madrid Foot-ball Club, siendo el presidente del club en la época en la que recibió la denominación de Real por parte del monarca Alfonso XIII de España. 
Su etapa como futbolista se inicia en 1900, año en el que debuta en el Association Sportive Française y finalizó en 1909, año de su retiro en el Madrid F. C., período en el cual logró cuatro campeonatos regionales y cuatro campeonatos de España —actual Copa del Rey—.
Posteriormente, tras figurar como directivo del Madrid F. C. y como empresario de formación, se convirtió en el quinto presidente del club, cargo que ocupó de 1916 a 1926. Durante ese periodo también entrenó a la selección española durante los Juegos Olímpicos de 1924 celebrados en París, siendo eliminados en la fase preliminar en el único partido oficial de los tres que dirigió al frente de la selección.
Sus destacadas labores en favor del cada vez más creciente deporte del fútbol le valieron para recibir en la temporada 1931-32 la recientemente inaugurada distinción de la Medalla al Mérito del Fútbol otorgada por la Federación Regional Centro —predecesora de la actual Federación de Fútbol de Madrid—.
Falleció en Francia, el país familiar de donde le provenía su nacionalidad, el año 1950, siendo el socio número uno del Madrid Foot-ball Club por aquel entonces. Estuvo casado con doña Nieves Gros Urquiola.

## Trayectoria

### A. S. Française
Nacido en Madrid de madre española y padre francés —de quien adopta su nacionalidad—, fue tras finalizar sus estudios de Comercio (Empresariales) en Manchester, Inglaterra, cuando entró en contacto con el foot-ball y decide dedicarse por completo a este nuevo deporte.
Al volver a España una vez finalizados sus estudios, se inició en su práctica en la Association Sportive Française —posteriormente conocida como la Association Sportive Amicale— del Liceo Francés de Madrid, club en el que jugó hasta la fundación oficial de la (Sociedad) Madrid Foot-ball Club y al que se incorporó en su segundo año de vida en 1902. Curiosamente, el conjunto del liceo galo fue absorbido apenas dos años después por el conjunto madridista, el cual comenzaba a ser referente en la capital.

### Madrid F. C.
El jugador se convirtió así en el primer futbolista galo en vestir la camiseta del conjunto madridista, tras su debut el 2 de noviembre en un partido amistoso frente al Moncloa Football Club celebrado en El Escorial que finalizó con victoria madridista por 2-7. Su debut en competición oficial en el club se produjo el 6 de abril de 1903 frente al Club Español de Football siendo el autor de uno de los tantos del 4-1 final con los que los madrileños se clasificaron para disputar la final de la primera edición de la Copa del Rey. Ésta, la primera edición de un campeonato oficial a nivel nacional celebrado en España, finalizó con la derrota de los capitalinos frente al Athletic Club por 2-3.
En los años sucesivos conquistó con el club cuatro Copas de España de forma consecutiva tras perder la ya citada primera edición y la polémica segunda edición. Estos cuatro títulos conquistados entre las ediciones de 1905 y 1908 se mantuvieron como récord histórico de campeonatos consecutivos en la competición hasta que fue igualada por los bilbaínos dos décadas después, manteniéndose ambos como el récord de la competición. Estos cuatro entorchados fueron conquistados merced a los también cuatro títulos del Campeonato Regional Centro y que le permitieron defender a Madrid en el campeonato nacional.
Finalmente, tras la consecución del cuarto título dejó su carrera deportiva siendo el 1 de noviembre de 1908 su último encuentro para posteriormente desempeñar exclusivamente las tares de directivo del club —aunque disputó algún encuentro esporádico hasta 1909— cargo al que accedió en 1904 durante su etapa como futbolista.

### Presidencia
Tras unos años en la directiva del club, algunos como presidente interino o de transición, finalmente accede oficialmente al cargo en 1916, convirtiéndose en el quinto mandatario de la entidad. En su primer año de mandato, el club consiguió su quinto Campeonato de España de Copa, título que se ganó por última vez con Parages de jugador. Curiosamente en ese mismo año fue el artífice de la aceptación de la palabra «fútbol» por parte de la Real Academia Española, hasta entonces denominado anglosajonamente como «football», debido a su origen. Terminó por calar en la sociedad y desde entonces es así referido, pese a que historiadores y académicos de la Lengua Española, aconsejaban en la más castellana «balompié».
Finalizado su mandato en el año 1926, está considerado como una de las personalidades más influyentes y reconocidas de la entidad, y quizá como su mayor impulsor, afirmaciones ratificadas por otro ilustre presidente del club —quizá el mayor—, Santiago Bernabéu, que dijo:

“[...] Fue la gran figura fundacional del Real Madrid Club de Fútbol.”
Santiago Bernabéu. Madrid.

No en vano, uno de los hechos más remarcables durante su mandato fue la recepción de la corona o título de «Real», de manos del rey de España, Alfonso XIII de Borbón. Además, gracias a los costes que sufragó personalmente, se pudo financiar el que fue el primer estadio de fútbol propio del club, el Estadio de O'Donnell. Aumentó, de su propio bolsillo, el número de plazas del estadio de unas 8000 a casi 20 000, que reportaron grandes beneficios. Identidad e infraestructura fueron dos de los pilares más importantes en los que el club basó su historia y posterior crecimiento.
Cabe destacar que ocupó la presidencia interina en otra ocasión, hasta la elección en 1930 de la candidatura a la presidencia de Antonio Bernabéu con Luis Usera de vicepresidente, siendo finalmente este último quien accedió al cargo por un recambolesco devenir de sucesos que desembocaron en la baja de socio del mayor de los hermanos Bernabéu, algo indispensable según los estatutos, y que frustró su sueño. Curiosamente, su ya mencionado hermano Santiago fue quien logró acceder al mismo.

### Entrenador
Durante su etapa como presidente del Madrid F. C., Parages dirigió a la selección española durante la temporada 1923-24, coincidiendo con las Juegos Olímpicos de 1924 en París. El equipo sería eliminado en la ronda preliminar por la selección italiana tras perder por 1 gol a 0. En total dirigió al equipo un total de tres partidos con un balance de un partido ganado, uno empatado y uno perdido con tres goles a favor y uno en contra, siendo el citado encuentro frente a los italianos el único oficial y el último bajo su dirección.

## Clubes
| Club          | País   | Año     | Partidos | Goles |
| ------------- | ------ | ------- | -------- | ----- |
| A. S. Amicale | España | 1900-02 | ?        |       |
| Madrid F. C.  | España | 1902-08 | 13       | 8     |

## Palmarés

### Campeonatos regionales
| Título              | Club                  | Año  |
| ------------------- | --------------------- | ---- |
| Campeonato Regional | Madrid Foot-ball Club | 1905 |
| Campeonato Regional | Madrid Foot-ball Club | 1906 |
| Campeonato Regional | Madrid Foot-ball Club | 1907 |
| Campeonato Regional | Madrid Foot-ball Club | 1908 |

### Campeonatos nacionales
| Título | Club                  | Año  |
| ------ | --------------------- | ---- |
| Copa   | Madrid Foot-ball Club | 1905 |
| Copa   | Madrid Foot-ball Club | 1906 |
| Copa   | Madrid Foot-ball Club | 1907 |
| Copa   | Madrid Foot-ball Club | 1908 |